# Leptochilus ressli
Leptochilus ressli (лат.) — вид одиночных ос из семейства Vespidae. Назван в честь энтомолога Franz Ressl.

## Распространение
Иран.

## Описание
Мелкие одиночные осы, длина тела менее 1 см. Окраска тела варьирует, в основном чёрная с белыми отметинами на груди и брюшке. Клипеус чёрный. Наличник и лоб покрыты серебристыми волосками, остальное тело с микроскопическим опушением. Передний край переднеспинки непрозрачный и равномерно изогнут от плеча до плеча. Плечи остроугольные, стороны переднеспинки при взгляде сверху за плечом вогнутые. 3-7 тергиты брюшка и 3-7 стерниты шагреневые, матовые. Усики самок 12-члениковые, у самцов — 13-члениковые. В брюшке 6 тергитов у самок и 7 у самцов. Для кормления своих личинок, предположительно, как и другие виды рода, добывают в качестве провизии гусениц бабочек и личинок жуков.

## Таксономия и этимология
Вид был впервые описан в 1985 году австрийским гименоптерологом Йозефом Гузенляйтнером (Josef Gusenleitner) и включён в состав подрода Lionotulus. Видовое название Leptochilus ressli дано в честь энтомолога Franz Ressl (Purgstall), собравшего типовую серию в 1975 году во время экспедиции в Иран.